# Prudhomat
Prudhomat – miejscowość i gmina we Francji, w regionie Oksytania, w departamencie Lot.
Według danych na rok 1990 gminę zamieszkiwały 594 osoby, a gęstość zaludnienia wynosiła 48 osób/km² (wśród 3020 gmin regionu Midi-Pyrénées Prudhomat plasuje się na 524. miejscu pod względem liczby ludności, natomiast pod względem powierzchni na miejscu 925.).